# Kateřina Čechová
Kateřina Čechová (* 21. März 1988 in Brünn) ist eine ehemalige tschechische Leichtathletin, die sich auf den Sprint spezialisiert hat.

## Sportliche Laufbahn
Erste internationale Erfahrungen sammelte Kateřina Čechová im Jahr 2003, als sie bei den Junioreneuropameisterschaften in Tampere mit 12,02 s in der ersten Runde im 100-Meter-Lauf ausschied und mit der tschechischen 4-mal-100-Meter-Staffel in 46,12 s den Finaleinzug verpasste. 2006 schied sie bei den Juniorenweltmeisterschaften in Peking mit 11,85 s im Vorlauf über 100 Meter aus und schied im 200-Meter-Lauf mit 24,34 s im Halbfinale aus. Im Jahr darauf gewann sie bei den Junioreneuropameisterschaften in Hengelo in 11,58 s die Bronzemedaille über 100 Meter und schied über 200 Meter mit 24,25 s im Semifinale aus. 2009 schied sie bei den U23-Europameisterschaften in Kaunas mit 11,75 s im Halbfinale über 100 Meter aus und kam im Staffelbewerb im Vorlauf nicht ins Ziel. Im Jahr darauf kam sie bei den Europameisterschaften in Barcelona mit 11,69 s nicht über die Vorrunde über 100 Meter hinaus und 2011 schied sie bei den Halleneuropameisterschaften in Paris mit 7,42 s in der ersten Runde im 60-Meter-Lauf aus. Im Jahr darauf schied sie bei den Hallenweltmeisterschaften in Istanbul mit 7,31 s im Semifinale über 60 Meter aus und im Juni schied sie bei den Europameisterschaften in Helsinki mit 11,45 s und 23,64 s jeweils im Halbfinale über 100 und 200 Meter aus. Daraufhin nahm sie über 100 Meter an den Olympischen Sommerspielen in London teil und schied dort mit 11,43 s in der Vorrunde aus. 2013 schied sie bei den Halleneuropameisterschaften in Göteborg mit 7,26 s im Semifinale über 60 Meter aus und im Sommer kam sie bei den Weltmeisterschaften in Moskau mit 11,67 s nicht über den Vorlauf über 100 Meter hinaus. 2016 beendete sie dann ihre aktive sportliche Karriere im Alter von 28 Jahren.
In den Jahren von 2008 bis 2013 wurde Čechová tschechische Meisterin im 100-Meter-Lauf sowie 2012 auch über 200 Meter und 2011 in der 4-mal-100-Meter-Staffel. Zudem wurde sie 2008, 2011 und 2013 Hallenmeisterin über 60 Meter sowie von 2007 bis 2010 auch über 200 Meter.

## Persönliche Bestleistungen
- 100 Meter: 11,32 s (+0,3 m/s), 16. Juni 2012 in Vyškov
  - 60 Meter (Halle): 7,24 s, 16. Februar 2013 in Prag
- 200 Meter: 23,40 s (+0,3 m/s), 16. Juni 2013 in Tábor
  - 200 Meter (Halle): 24,03 s, 28. Februar 2010 in Prag